# Halde Norddeutschland

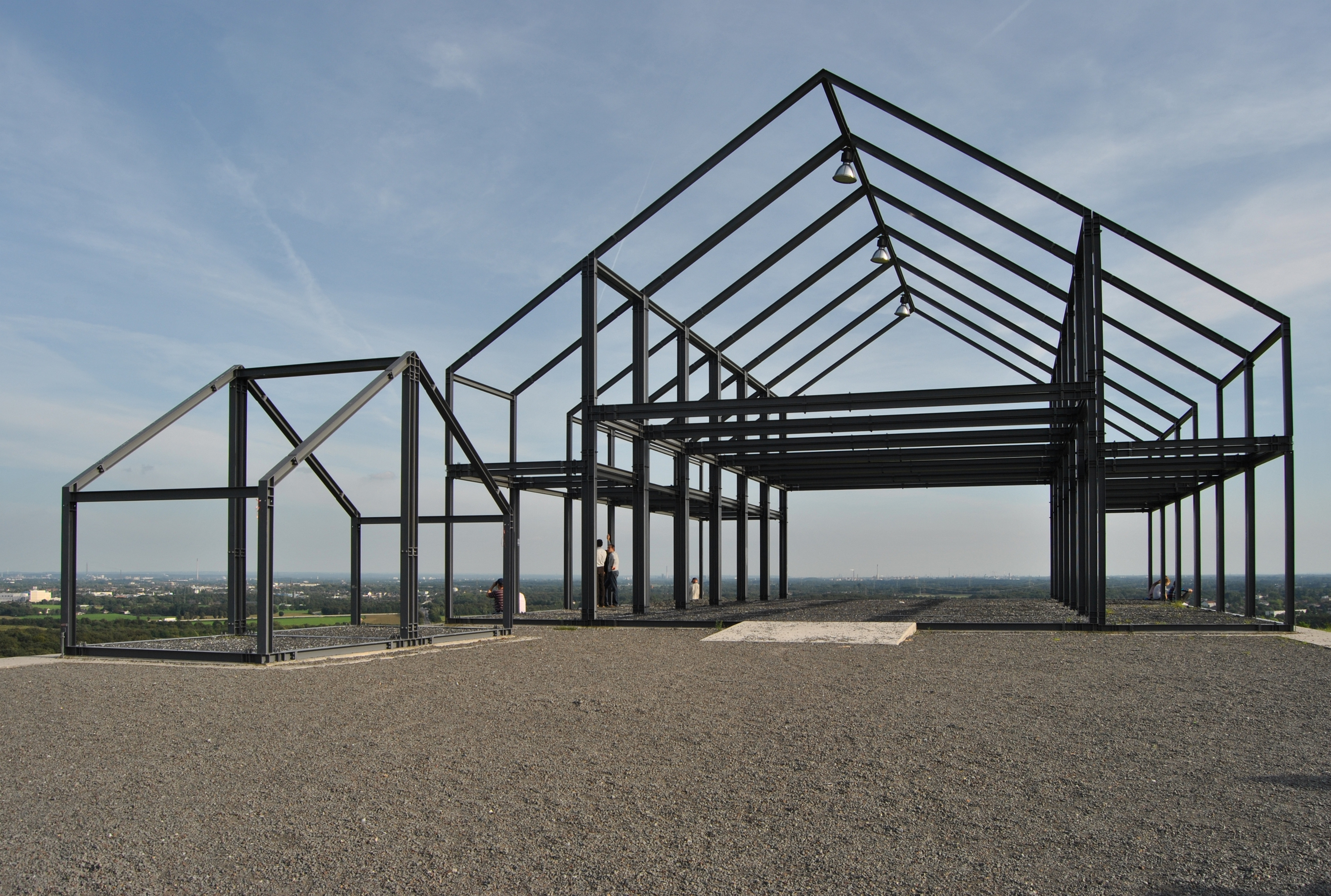
Das Hallenhaus

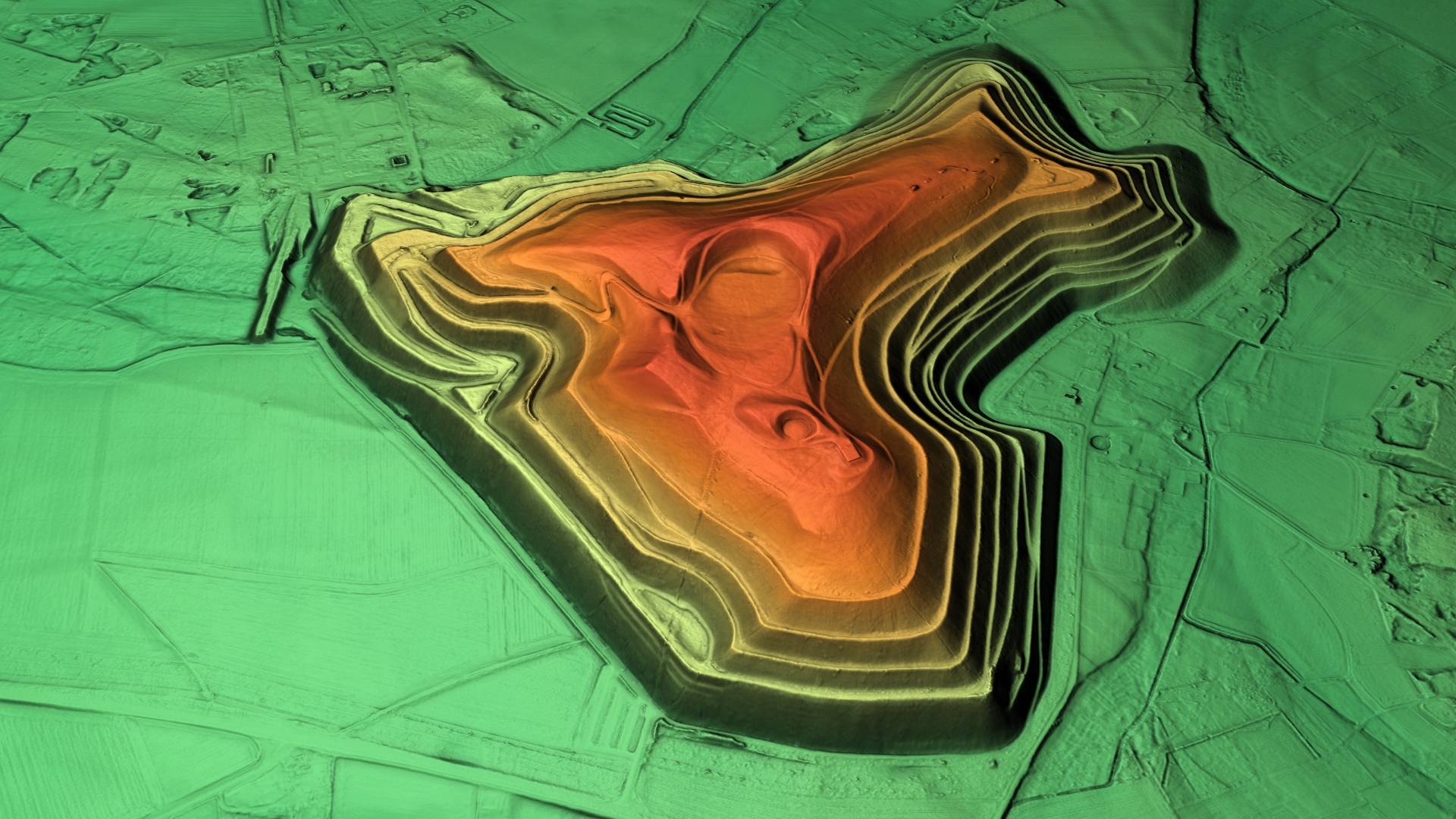
3D-Ansicht des digitalen Geländemodells

Die Halde Norddeutschland ist eine Bergehalde des Bergwerks Niederberg in Neukirchen-Vluyn.
Die Aufschüttung der Halde durch das Bergwerk wurde im März 2001 abgeschlossen. Die als brennende Halde geltende Halde hat eine Grundfläche von 81 Hektar und ist an ihrem höchsten Punkt 102 Meter hoch. In der Halde lagern 80 Millionen Tonnen Gestein.

## Einrichtungen
Die Halde ist von der Bundesautobahn 57 zu sehen. Vor allem sticht das „Hallenhaus“ auf einem der Gipfel ins Auge. Das skelettartige Haus in Form eines Stahlgerüstes ist ein Kunstwerk der niederländischen Gruppe „Observatorium“, die auch andere Landmarken und Objekte im Ruhrgebiet gestaltet hat. Das Haus markiert mehrere Funktionen im Landschaftspark Niederrhein: es begrüßt Anreisende auf den umliegenden Autobahnen und ist ein Begegnungs- und Veranstaltungsort, den man für private und geschäftliche Veranstaltungen vom Regionalverband Ruhr (RVR) mieten kann.

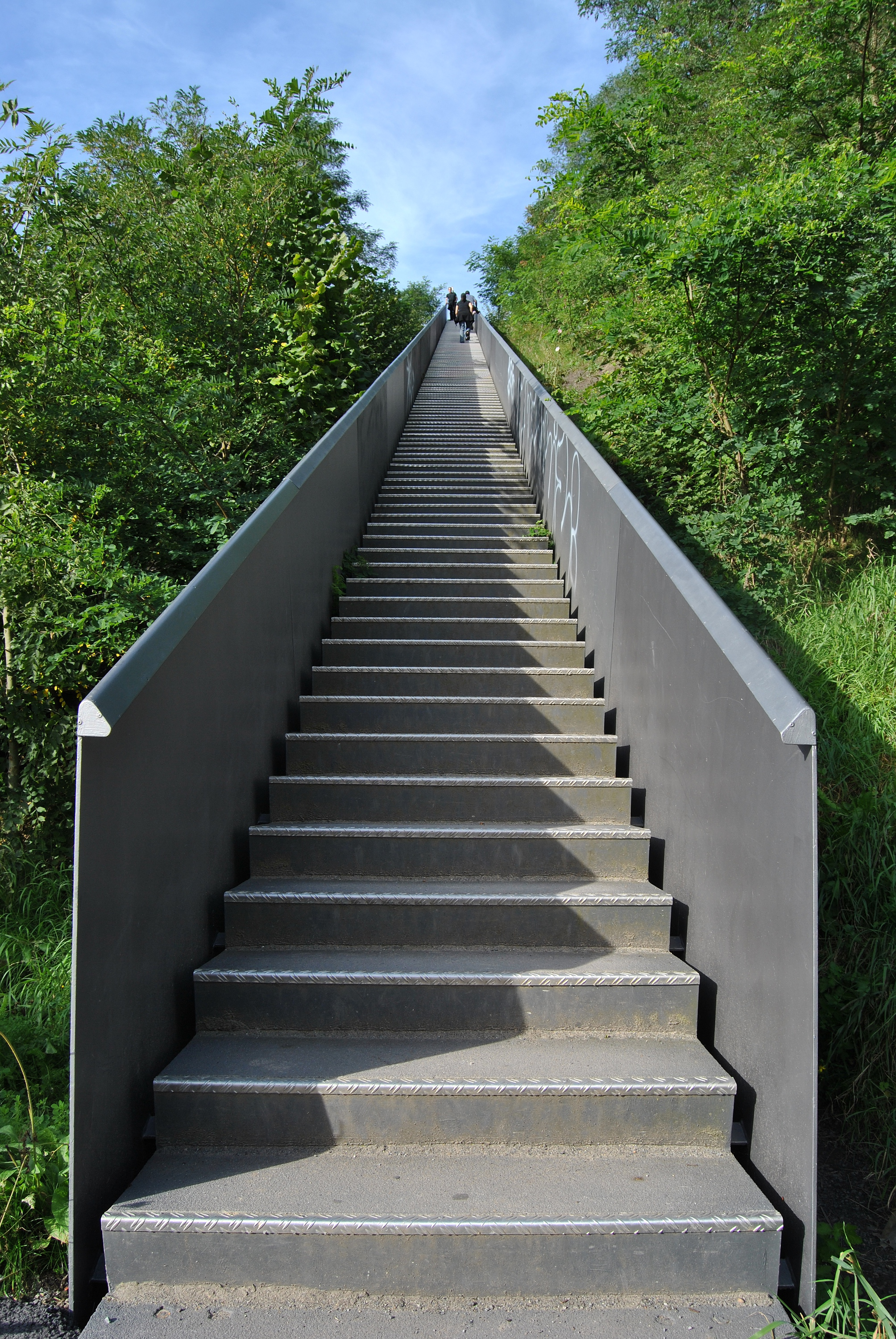
Ein Teil der 359 Stufen zählenden Himmelstreppe

Die Halde besitzt auch eine Himmelstreppe, mit der auf direktem Wege das Haldentop erreichbar ist. Dabei werden 52 Höhenmeter überwunden. Teilweise hebt sich die Treppe brückenartig vom Grund ab, um geradlinig zu verlaufen und vorhandene Vegetation wie ein Schilfgebiet zu schützen.
Mit der Eröffnung des etwa 600 Meter langen Panoramaweges wurde Ende April 2010 die Umgestaltung abgeschlossen. In den Abendstunden wird er mit 250 im Boden eingelassenen LED-Lampen markiert. Durch Leuchtdioden im Handlauf der Himmelstreppe ist ein Auf- und Abstieg auch bei Dunkelheit möglich. Zusätzlich wird das Hallenhaus angestrahlt.

## Aktivitäten und Veranstaltungen

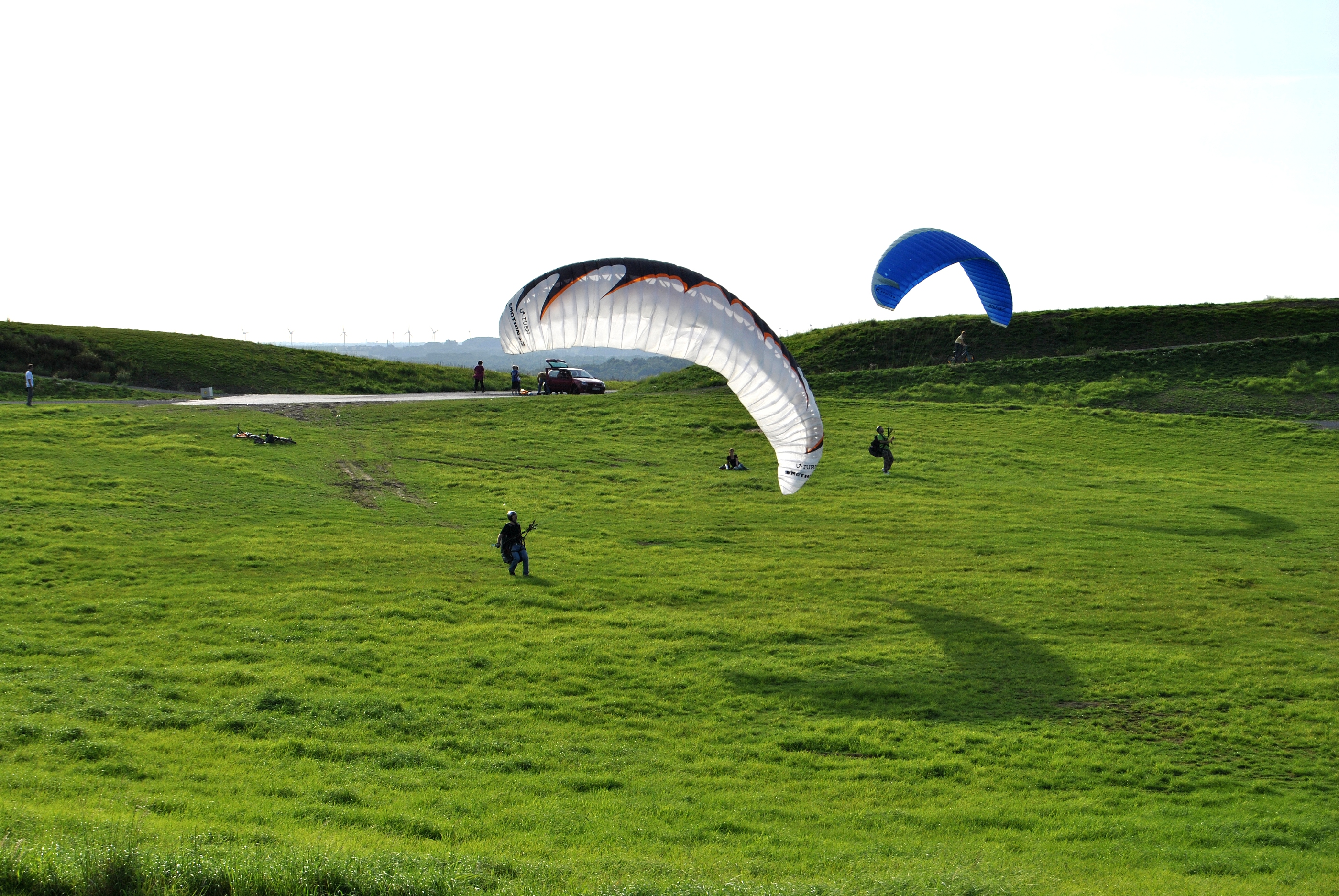
Gleitschirmfliegen auf dem Übungsgelände

Der lokale Sportverein hat eine für viele Ausdauersportler interessante Strecke ausgeschildert, die drei Schwierigkeitsgrade umfasst. Die längste und schwerste Strecke, die mit der Farbe schwarz ausgeschildert ist, hat eine Länge von sieben Kilometern und es müssen 206 Höhenmeter überwunden werden. Außerdem gibt es als besondere Schwierigkeit einen kleinen Hanganstieg, den man mit dem Fahrrad nicht befahren kann. Weiterhin gibt es eine rote und eine blaue Strecke – bei letzterer wird allerdings das Haldentop nicht erreicht.
Außerdem wird die Halde von Reitern, Downhillfahrern, Wanderern und Walkern, Gleitschirmpiloten, Drachen- und Modellfliegern genutzt.
Für das Gleitschirmfliegen führen die „Fliegerfreunde Niederrhein“ den Flugbetrieb durch.
Der Modellflug auf der Halde Norddeutschland wird über den Verein für „Sportclub für Modelllsegelflug Windberg e. V.“ organisiert.
Funkamateure nutzen die Bergehalde Norddeutschland für Fielddays. Die Halde Norddeutschland hat beim Projekt Bergbau und Amateurfunk die Mining-Activity-Nummer DL119.
Seit 2003 findet jährlich im Sommer das Dong Open Air-Festival auf der Halde statt.